# Kurów (ved Puławy)
 For alternative betydninger, se Kurów. (Se også artikler, som begynder med Kurów)
Kurów er en landsby i det sydlige Polen i Województwo lubelskie. Byen ligger ved floden Kurówka.
Kurów er en driftig forretningsby med fabrikker, der fremstiller pelse, skind og uldvarer.

## Historie
Kurów blev grundlagt mellem 1431 og 1442 efter Magdeburg-rettighederne. I det 16 århundrede var byen centrum for de polske calvinister. Mange af indbyggerne konverterede indtil 1660 til socinianismen – en antitrinitarisk gruppe. Efter delingen af Polen 1795 blev byen annekteret af Østrig. I 1809 blev Kurów en del af Hertugdømmet Warszawa og 1815 del af Kongeriget Polen. I 1831 besejrede polske tropper, anført af general Józef Dwernicki, russiske tropper. Efter Januaropstanden 1863-1864 mistede byen 1870 sine byrettigheder. Den 9. september 1939, under den 2. verdenskrig, bombede det tyske Luftwaffe (luftvåben) byen. Byens civile hospital var et af bombemålene, selvom det var mærket med det røde kors, blev det udset til bombemål med mange kvæstede og døde til følge. Tyskerne byggede en arbejdslejr nær byen, og i 1942 blev der oprettet en mindre jødisk ghetto i byen. I skovene nær byen opererede polske frihedskæmpere (partisaner) i besættelsesårene.

## Turisme
Kuróws Renæssancekirke indviet 1692 med grave fra Zbąski-familien og skulpturer af den polske-italienske arkitekt og billedhugger Santi Gucci, (ca. 1530-1600) besøges af mange turister.

## Berømte bysbørn
- Wojciech Jaruzelski (polsk præsident)
- Ignacy Potocki (greve)